# 1036 هـ
1036 هـ هي سنة في التقويم الهجري امتدت مقابلةً في التقويم الميلادي بين سنتي 1626 و1627.

## وفيات
- محمد أمين الشرواني
- أحمد بابا التمبكتي